# 23 Eskadra Szkolenia Nawigatorów i Strzelców Pokładowych Radiotelegrafistów

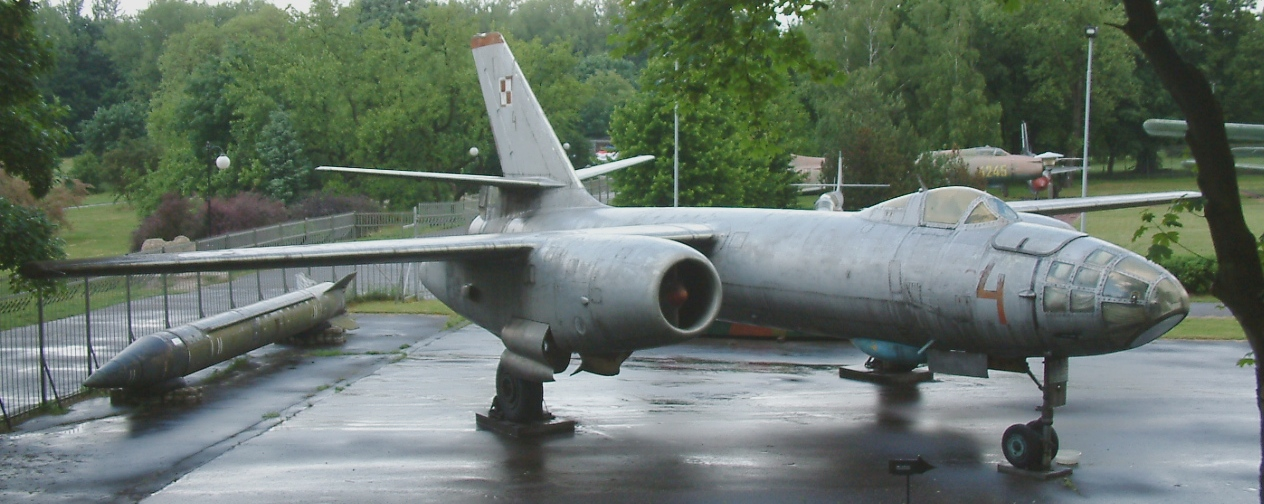
Ił-28

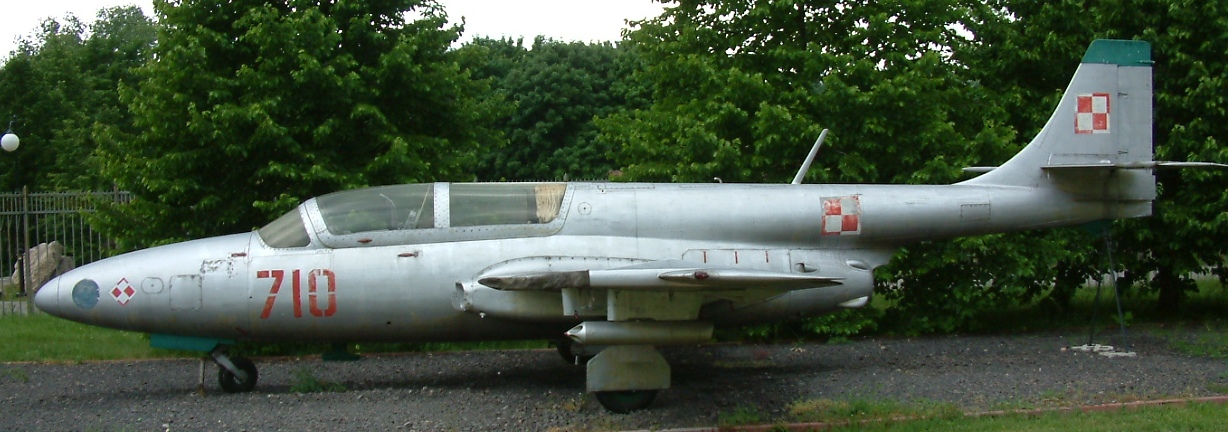
PZL TS-11 Iskra

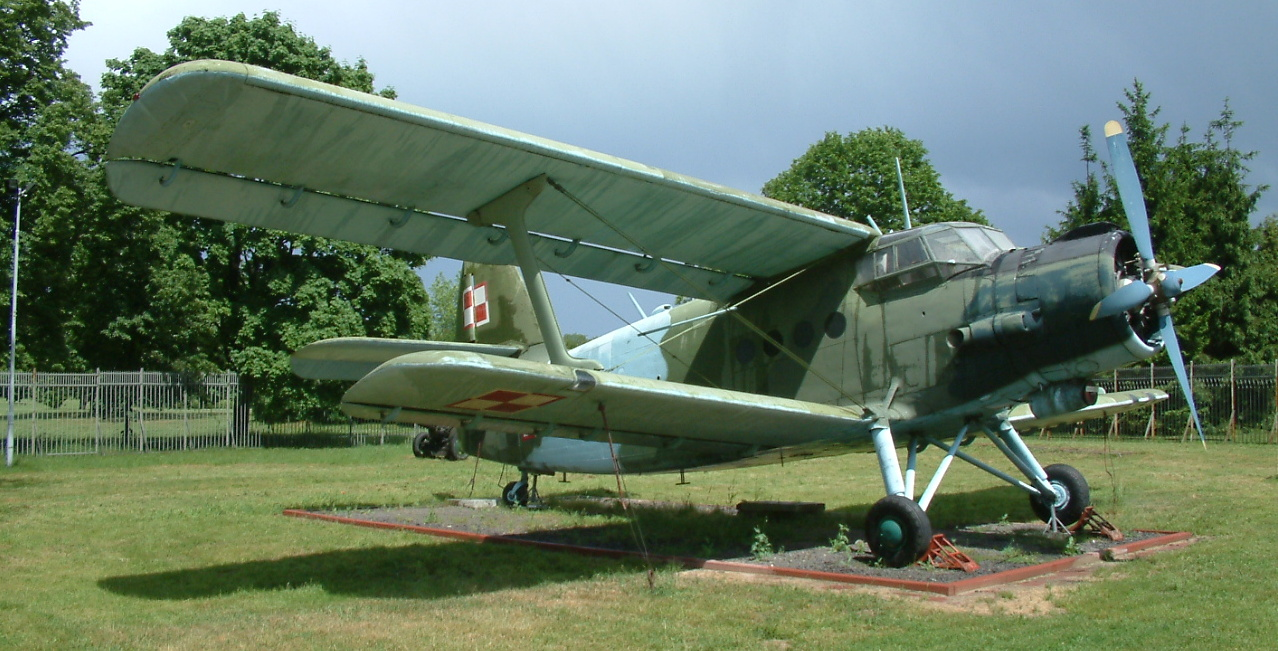
An-2

23 Eskadra Szkolenia Nawigatorów i Strzelców Pokładowych Radiotelegrafistów (23 es OSL) – pododdział wojsk lotniczych.

## Formowanie i zmiany organizacyjne
W 1958 roku, na bazie II Mieszanej Eskadry Szkolnej Oficerskiej Szkoły Lotniczej w Dęblinie, została sformowana 23 Eskadra Szkolenia Nawigatorów i Strzelców Pokładowych Radiotelegrafistów Oficerskiej Szkoły Lotniczej im. Jana Krasickiego. Etat nr 20/462 przewidywał 99 żołnierzy i 1 pracownika kontraktowego. 
W 1960 roku eskadra została przeformowana na 23 Eskadrę Szkolną Oficerskiej Szkoły Lotniczej.
W 1968 roku ponownie przeformowano eskadrę i utworzono 23 Lotniczą Eskadrę Szkolną. 
30 sierpnia 1983 Minister Obrony Narodowej nadał eskadrze imię porucznika nawigatora Jana Dzieńkowskiego.
W 1998 roku eskadra została przemianowana na 23 Lotniczą Eskadrę Specjalną. Zadaniem eskadry było zabezpieczenie zadań specjalnych i lotów próbnych.
W 2002 roku 23 Lotnicza Eskadra Specjalna została rozformowana.

## Odznaka pamiątkowa
Odznakę stanowi tarcza z wyciętym z boku "polem obserwacyjnym". Na błękitnym tle tarczy, w dolnej części, znajduje się stylizowany biało-czerwony zarys Polski, a na nim sylwetka samolotu dwupłatowego od przodu. U góry na pasie w kolorze złotym widnieje napis ESKADRA. Obok zaś złoty otok w kształcie naramiennika z napisem LOTNICZA, na nim umieszczono szachownicę lotniczą oraz dwie gwiazdki na błękitnym tle.

## Dowódcy eskadry
Wykaz dowódców eskadry podano za: Józef Zieliński [red.]: Polskie lotnictwo wojskowe 1945-2010. s. 186.
- mjr pil. Grzegorz Winter (1958 - 1973)
- mjr pil. Andrzej Majewski (1973 - 1975)
- kpt. pil. Wacław Tylenda (1975 - 1978)
- ppłk pil. Leonard Ciosek (1978 - 1989)
- mjr pil. Józef Nawrocki (1989 - 1996)
- mjr pil. Romuald Czopek	(1996 - 1997)
- ppłk pil. Andrzej Remlein (1997 - 1999)
- ppłk pil. Romuald Czopek (1999 - 2001)
- ppłk dypl. pil. Zbigniew Dąbrowski (2001 - 2002)